# Toledo (tỉnh)
Tỉnh Toledo (tiếng Tây Ban Nha: Provincia de Toledo) là một tỉnh ở miền trung Tây Ban Nha, ở phía tây của cộng đồng tự trị Castile-La Mancha.
Tỉnh này giáp các tỉnh Madrid, Cuenca, Ciudad Real, Badajoz, Cáceres, và Ávila.
Trong số 546.538 dân của tỉnh (năm 2002), có 1/9 sống ở tỉnh lỵ Toledo, cũng là thủ phủ cộng đồng tự trị. Thành phố đông dân nhất tỉnh này là Talavera de la Reina với 83.793 dân (2006).
Tỉnh này có 204 đô thị. Đô thị nhỏ nhất ở Tây Ban Nha, Illán de Vacas, với dân số 8 người, nằm ở tỉnh này. Xem danh sách các đô thị tại Toledo.
Tỉnh này có vườn quốc gia Cabañeros chung với tỉnh Ciudad Real.